# Monteleone di Fermo
Monteleone di Fermo – miejscowość i gmina we Włoszech, w regionie Marche, w prowincji Fermo.
Według danych na styczeń 2009 gminę zamieszkiwały 434 osoby przy gęstości zaludnienia 53,3 os./1 km².